# Mystus
Cá chốt (Danh pháp khoa học: Mystus) là một chi cá da trơn trong họ Cá lăng.

## Các loài

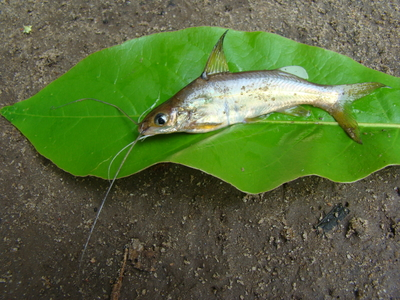
phai

Hiện nay có 46 loài đã được ghi nhận:
- Mystus abbreviatus (Valenciennes, 1840)
- Mystus alasensis H. H. Ng & Hadiaty, 2005[1]
- Mystus albolineatus T. R. Roberts, 1994
- Mystus ankutta Pethiyagoda, Anjana Silva & Maduwage, 2008
- Mystus armatus (F. Day, 1865) (Kerala mystus)
- Mystus armiger H. H. Ng, 2004
- Mystus atrifasciatus Fowler, 1937
- Mystus bimaculatus (Volz, 1904)
- Mystus bleekeri (F. Day, 1877) (Day's mystus)
- Mystus bocourti (Bleeker, 1864) - Cá chốt cờ
- Mystus canarensis S. Grant, 1999
- Mystus carcio (F. Hamilton, 1822)
- Mystus castaneus H. H. Ng, 2002[2]
- Mystus cavasius (F. Hamilton, 1822) - Cá chốt giấy
- Mystus chinensis (Steindachner, 1883)
- Mystus cineraceus H. H. Ng & Kottelat, 2009
- Mystus dibrugarensis (B. L. Chaudhuri, 1913)
- Mystus falcarius Chakrabarty & H. H. Ng, 2005[3]
- Mystus gulio (F. Hamilton, 1822) - Cá chốt trắng, cá chốt
- Mystus horai Jayaram, 1954 (Indus catfish)
- Mystus impluviatus H. H. Ng, 2003[4]
- Mystus indicus Plamoottil & Abraham, 2013[5]
- Mystus heoki Plamoottil & Abraham, 2013[5]
- Mystus keletius (Valenciennes, 1840)
- Mystus keralai Plamoottil & Abraham, 2010[6]
- Mystus leucophasis (Blyth, 1860)
- Mystus malabaricus (Jerdon, 1849)
- Mystus menoni Plamoottil & Abraham, 2013[7]
- Mystus montanus (Jerdon, 1849)
- Mystus multiradiatus T. R. Roberts, 1992
- Mystus mysticetus T. R. Roberts, 1992 - Cá chốt sọc
- Mystus ngasep Darshan, Vishwanath, Mahanta & Barat, 2011[8]
- Mystus nigriceps (Valenciennes, 1840) (Twospot catfish)
- Mystus oculatus (Valenciennes, 1840)
- Mystus pelusius (Solander, 1794)
- Mystus pulcher (B. L. Chaudhuri, 1911)
- Mystus punctifer H. H. Ng, Wirjoatmodjo & Hadiaty, 2001[9]
- Mystus rhegma Fowler, 1935
- Mystus rufescens (Vinciguerra, 1890)
- Mystus seengtee (Sykes, 1839)
- Mystus singaringan (Bleeker, 1846)
- Mystus tengara (F. Hamilton, 1822)
- Mystus velifer H. H. Ng, 2012[10]
- Mystus vittatus (Bloch, 1794) - Cá chốt sọc
- Mystus wolffii (Bleeker, 1851) - Cá chốt trắng
- Mystus zeylanicus H. H. Ng & Pethiyagoda, 2013[11]

Ngoài ra còn có hai loài hóa thạch ở Trung Quốc là:
- Mystus spinipectoralis Li & Wang 1979
- Mystus dalungshanensis Li & Wang 1979

## Một số loài
Mystus wolffii phân bố ở Sumatra, Borneo, Thái Lan. Ở Việt Nam gặp nhiều ở khu vực đồng bằng sông Cửu Long. Chúng có thân dẹp bên. Đầu nhỏ, hình nón, mặt dưới hơi phẳng. Mõm có dạng bầu dục. Có 4 đôi râu. Mắt to, không có da che phủ, nằm lệch về phía lưng của đầu, gần như cách đều chót mõm với điểm cuối xương nắp mang. Lỗ mang rộng, màng mang phát triển. Gai vây ngực và gai vây lưng cứng nhọn, mặt sau của gai này có răng cưa hướng xuống gốc. Vây mỡ nằm đối diện với vây hậu môn và chiều dài hai gốc vây này tương đương nhau. Phần lưng của thân và đầu có màu trắng xám, toàn thân ánh lên màu vàng nghệ. Các vây có màu vàng sậm. Phần ngọn vây lưng, vây đuôi, vây hậu môn, vây mỡ màu xám đen. Râu mép màu đen, các râu khác màu nhạt hơn. Kích thước có thể đạt đến 30 cm.
Cá chốt sọc hay cá chốt vạch (Mystus mysticetus) phân bố ở một số lưu vực sông ở Đông Nam Á ở Lưu vực sông Mêkông và Chao Phraya: Thái Lan, Lào, Campuchia và Việt Nam. Cá chốt sọc còn gọi cá chốt trâu chiếm đa số. Loại cá này mình không vảy, đầu hơi giẹp, dưới hai mép có bốn sợi râu, hai bên mang có hai ngạnh và dọc theo hai bên hông có sọc màu sậm chạy dài từ mang chạy dài tới đuôi cá. Cá chốt giấy thì mình hơi giẹp, da láng màu trắng bạc, dài hơn cá chốt sọc. Tháng ba, tháng tư loại cá này ở các sông sắp tới mùa mưa nên cá chốt giấy con nào cũng mang một bụng trứng vàng nghính. Còn cá chốt chuột thì mình hình ống tròn, chiều dài lại ngắn hơn hai loại cá chốt sọc và cá chốt giấy; trên mình có các chấm đen và vàng, loài cá này thích ở các sông sâu hơn là lên trên đồng.